# Transport routier
Vous pouvez aider à l'améliorer ou bien discuter des problèmes sur sa page de discussion.
- Il adopte un point de vue régional ou culturel particulier et nécessite une internationalisation. (Marqué depuis novembre 2017)
- Il a besoin d’être illustré. Des médias (images, animations, vidéos, sons) sous licence libre ou du domaine public sont les bienvenus pour l'améliorer.
Si vous êtes l’auteur d’un média que vous souhaitez partager, importez-le. Si vous n’êtes pas l’auteur, vous pouvez néanmoins faire une demande de libération d’image à son auteur. (Marqué depuis août 2024)
- Il est à actualiser. Certains passages sont obsolètes ou annoncent des événements désormais passés. (Marqué depuis juillet 2015)

Le transport routier est un mode de transport utilisant les véhicules suivants : les automobiles, les véhicules utilitaires (légers et lourds) et les deux-roues.
Dans le domaine des secteurs d'activité, le transport routier est une activité réglementée de transports terrestres, qui s'exerce sur la route. Elle englobe à la fois le transport routier de personnes, le transport routier de marchandises et le déménagement. Ces activités commerciales sont exercées par les transporteurs routiers.

## Chiffres

### Monde
En données brutes dans le monde, le transport maritime a le plus augmenté mais, sur terre, la route continue à largement dominer[réf. incomplète]. 

### Europe
- 44 % des « tonnes-km » transportées en 2005 dans l'Europe des 25 l'ont été par route, soient 38 % de plus en 10 ans (de 1995 à 2005) ; la route supporte 73 % du fret terrestre en Europe 79 % en France.

- De 1995 à 2005, le fret par rail gagne néanmoins 10 % en Europe (alors qu'en France il chute de 10 %) ;  Sur la même période, la France est en tête de l'UE quant au nombre de « passagers-km » par rail grâce à un réseau ferré très développé (1er réseau TGV d'Europe), suivi du Royaume-Uni et de l'Irlande, pour les augmentations de « passagers-km » en train, de 1995 à 2005. 
Le fret maritime gagne 34 % dans le même temps, mais avec de grandes différences selon les pays. 
Le transport fluvial représente 32 % du tonnage en 2005 (en « tonnes-km »), aux Pays-Bas, 14 % en Allemagne et en Belgique, contre seulement 2,5 % en France.
- Le vélo de ma maman a grandi (8 % des « voyageurs-km » en 2004), sur la même période, croît 2,5 fois plus rapidement que celui de l'automobile.

- La voiture individuelle domine la  route avec, en 2005, 81 % des transports terrestres en Europe 83 % en France). Le taux d'engins motorisés a fortement augmenté, surtout en Grèce, Espagne et Portugal, mais on observe dans les années 2000 une augmentation moins rapide des flux de circulation automobile en Europe et en France, avec même, localement, des diminutions en ville, notamment.

### France
- Au début des années 2000, 79 % du fret terrestre est transporté par  route en France. En 2020, ce taux est de 81,73%[3].
- Vers 2000-2005 environ 50 millions de m3/an de carburant routier sont utilisés en France[4].
- De 2004 à 2017 la consommation fluctue entre 51,131 (en 2004) et 49,711 millions de m3 (2017). Elle a en réalité diminué jusqu'en 2013 (47,824 Mm3) pour augmenter à nouveau jusqu'en 2017 (49,711Mm3)[4], malgré une consommation unitaire aux 100 km par véhicule en baisse légère mais régulière (En 2017, une voiture particulière à essence nécessitait 7,31 L/100 km)[5], qui est compensée par un kilométrage moyen annuel en augmentation de 2012 à 2017 alors qu'il diminuait significativement de 2004 à 2012 pour les véhicules particuliers[6].
- En 2019, 89 % des marchandises transitent par route, et le nombre de camions en circulation devrait augmenter de 40 % sur les cinq années suivantes[7]. Ce chiffre ne prend pas en compte le transport via oléoducs[8].
- Entre 18 et 24% des camions roulent à vide[7],[9].

### Japon
Le réseau routier du pays s'étend sur plus de 1,28 million de kilomètres, y compris des milliers de ponts et de tunnels en raison de la nature montagneuse de l’archipel. En 2017, un rapport sur les statistiques routières est établi, en y excluant les routes de moins de 5,5 mètres de largeur : on dénombre 8 795 kilomètres d’autoroutes, 51 923 kilomètres de routes nationales, 93 346 kilomètres de routes secondaires et régionales, et enfin 197 499 kilomètres d’autres routes. 
Les voitures particulières représentent la majorité de la circulation routière du pays : en 2016, elles sont 72 % contre 27 % de camionnettes et camions, et seulement 1 % de bus et autocars. De même, l’automobile privée est largement plébiscitée pour le transport des voyageurs : en 2016, 62 % des déplacements sont réalisés à l’aide d’un véhicule particulier contre 5 % effectués en transport en commun routier et 33 % réalisés en transport en commun ferroviaire. Quant au transport de marchandises, il est également majoritairement organisé via le réseau routier : en 2016, 51 % des marchandises sont acheminées par les routes contre 44 % par les voies navigables intérieures et enfin 5 % par le train.
Néanmoins, il semblerait que les japonais délaissent peu à peu le véhicule privé. En effet, une enquête réalisée par MyVoice Communications révèle que plus d’un quart des ménages japonais ne possèdent pas de voiture en 2019 contre 18,1 % en 2010. De plus, le nombre de ventes de véhicules neufs est à la baisse alors que les achats de voitures d’occasion restent stables.   
La circulation routière au Japon, qui s’effectue sur la gauche, est de plus en plus sécurisée. Entre 2012 et 2019, on dénombre environ 4,1 morts par accident pour 100 000 habitants et par an, contre 5,9 dans l’Union Européenne et 17,1 au niveau mondial. Depuis, grâce notamment aux technologies de sécurité préventive dont sont équipées les nouvelles voitures et à des lois de sécurité routière plus strictes, le nombre de morts par accident de la route a encore décliné : 2 839 en 2020 contre près de 4000 en 2015 selon l’Agence nationale de la police,.
Le transport routier japonais est un élément essentiel de l'économie nippone mais reste un enjeu. En effet, les infrastructures, dont certaines ont plus de 50 ans, sont vieillissantes et doivent être entretenues alors que le pays, pour des raisons démographiques, est en manque d’ouvriers qualifiés.

## Problème de développement durable

### Point de vue économique
Le transport routier est fortement consommateur de produits pétroliers et pose des problèmes de coûts, à l'heure où le pétrole devient durablement cher et où se profile une diminution de la production mondiale de pétrole (pic pétrolier). En France, la stratégie nationale de développement durable met en exergue la nécessité de dissocier la croissance économique de la demande de transports.
En outre les véhicules lourds endommagent la route. Plusieurs études ont conclu qu'un seul camion de quarante tonnes dégrade autant les routes, sinon plus, que cent mille voitures.

### Point de vue environnemental
Le transport routier, par les infrastructures maillées qu'il nécessite, est facteur de fragmentation écopaysagère, de pollution, de pollution lumineuse, de dérangement, de mortalité animale (roadkill) et est, en 2008, le premier émetteur de gaz à effet de serre en France et deuxième dans l'Europe des 25 ; phénomènes qu'on peut regrouper derrière le terme de pollution routière.
Concernant les émissions de polluants atmosphériques et de gaz à effet de serre, les véhicules du secteur sont classés, en France, dans les catégories suivantes :
- véhicules particuliers diesel non-catalysés ;
- véhicules particuliers diesel catalysés ;
- véhicules particuliers essence non-catalysés ;
- véhicules particuliers essence catalysés ;
- Véhicules particuliers GPL ;
- véhicules particuliers électriques ;
- véhicules utilitaires légers diesel catalysés ;
- véhicules utilitaires légers diesel non-catalysés ;
- véhicules utilitaires légers essence catalysés ;
- véhicules utilitaires légers essence non-catalysés ;
- poids-lourds diesel ;
- poids-lourds essence ;
- poids-lourds GNV ;
- deux-roues.

Dans l'Union Européenne à 28 et en 2013, les transports seraient responsables de 26 % des émissions de gaz à effet de serre, dont principalement le dioxyde de carbone, derrière l'industrie de l'énergie (32,8 %) et devant le résidentiel et tertiaire (13,2 %), l'industrie (11,7 %) et l'agriculture (10,3 %).
Le transport routier reste le mode de transport le plus émetteur : en France, la route serait responsable de 92 % des émissions de gaz à effet de serre (GES) du secteur.
Le transport routier est également le plus gros émetteur de polluants locaux. Des séquelles durables existent aussi, par exemple en ce qui concerne le plomb toxique de l'essence qui n'est pas biodégradable et qui s'est accumulé au bord des routes fréquentées dans les années 1960 à 1980.
Les transports sont source de 21 % du total des GES de l'UE-15 (hors transport maritime et aérien international)[réf. nécessaire].
Les transports maritime, routier et aérien sont ceux dont la part a le plus augmenté depuis le milieu du XXe siècle. La CCNUCC estime que les gaz à effet de serre des transports devraient encore progresser (d'environ 30 % de 2007 à 2010 dans les pays industrialisés, par rapport à 1990, sauf redressement dû à la crise économique ou à des actions fortes, internationales[réf. nécessaire]). Selon l'Agence internationale de l'énergie, les émissions des transports augmenteront de 80 % de 2005 à 2030[réf. nécessaire].
En France, l'Ifen montre, en août 2007, que les Français polluent plus par leurs déplacements lors de leurs loisirs et congés que les autres jours, avec 16 % des émissions annuelles de CO2 des véhicules particuliers sur le territoire national. Le ministère de l'écologie estime, pour sa part, que les émissions de gaz à effet de serre des déplacements touristiques (tous modes confondus) des Français représentent 6 % des émissions en 2006[réf. nécessaire].